# Beat Street
Beat Street es una película dramática de 1984 sobre el movimiento cultural del Hip Hop, a raíz de Wild Style, en la ciudad de Nueva York que aborda temas como el breakdance, los discjockeys, y los graffiti. 

## Sinopsis
Tomando como escenario el sur del Bronx, la película sigue la vida de una pareja de hermanos y su grupo de amigos, todos y cada uno de ellos están dedicados a diversos elementos de las raíces del hip hop. Kenny Kirkland (Guy Davis) es un disc jockey (DJ) de pasión y MC (Maestro de ceremonias), y su hermano menor Lee (Robert Taylor) es un hardcore b-boy (bailarín de Break dance), que baila con un grupo conocido como "New York City Breakers". Los mejores amigos de Kenny son Ramón (Jon Chardiet), un artista de graffiti conocido por su tag (firma de graffiti), "Ramo", y Chollie (Leon W. Grant), quien crea su estilo propio y lo promueve. La película comienza con los personajes principales de la preparación de una fiesta callejera situada en un edificio de apartamentos abandonados, donde Kenny es el DJ destacado. Lee y sus amigos que no fueron invitados llegan por accidente a la fiesta, y casi se enredan en una batalla con un grupo rival, la "Rock Steady Crew". La batalla de palabras en su mayoría se origina por Henri (Dean Elliot), un intruso que vive en el edificio y se hizo amigo de Kenny, Chollie, Ramón, y Luis (Franc Reyes). Kenny sueña con llevar a cabo presentaciones en las mejores discotecas de Nueva York. Ningún club es más grande que el "Roxy", y en una visita a ese club se cruza con Tracy Carlson (Rae Dawn Chong), una estudiante del colegio de música y compositora. Ocurre una batalla de breakdance entre los Breakers y destaca Rock Steady, Tracy admira la actuación de Lee. A continuación, lo invita a una audición para un programa de televisión centrado en el baile. Lee, Kenny, y su banda llegan en un ensayo de baile, Lee hace su presentación sólo para llevarse la decepción de que no estará en la televisión. Protegiendo los intereses de su hermano, corta Kenny con Tracy para seguir a Lee, Ramón roba un video de la actuación de Lee con la banda y se sale caminando. 
A Tracy le da el remordimiento de conciencia, luego se presenta en la casa de Kirkland a pedir disculpas a su hermano. Lee no estaba en casa, y Kenny se pone a trabajar en un mixtape. Tracy aclara su historia con Lee, diciéndole que no le había prometido que estaría en el programa de televisión. A continuación, Lee se interesa por la mezcla de Kenny y los dos encuentran un terreno común. Kenny y Tracy luego se van al metro, donde se reúnen con Lee, Ramón y Luis juntos pintan con spray una plataforma de la estación abandonada. De pronto se ponen a empacar sus cosas y comienzan a marcharse cuando oyen ruidos, pensando que puede ser la policía, que resultó ser un artista de graffiti renegado conocido como "Spit", que desfigura el trabajo de Ramo (y el trabajo de otros artistas) rociando su tag (firma) sobre ella . El grupo se dispone a tomar el tren de vuelta a la ciudad, y Kenny y Tracy pasan el resto de la noche juntos, entablan un romance, mientras que caminan y hablan. 
Chollie y Kenny hablan en un lugar de invitados en el "Burning Spear", un club dirigido por DJ Kool Herc. Kenny no sólo rompe el hielo, si no que también les presenta un tema de Navidad en el que parodia a Treacherous Three, Doug E. Fresh, y Magnificent Force. La reacción de la multitud convence a Kool Herc de invitar a Kenny nuevamente. Pero tanto Kenny y Chollie ven la actuación regular como un paso más a su objetivo. Vuelven a la Roxy, donde se están celebrando audiciones para los nuevos talentos. Chollie convence a Kenny para que hable con Dj Kool Herc, quien espera que las audiciones terminen con éxito para conseguir un buscador de talento para Kenny en el Burning Spear. El buscador de talento mantiene su palabra, y está tan impresionado que le ofrece una presentación a Kenny en la víspera de Año Nuevo. Tracy se ofrece para ayudar a Kenny por lo que le permite trabajar en un sistema de teclado de la computadora en su estudio. Pero Kenny pulsado accidentalmente el botón equivocado y suprime su trabajo. A continuación, Kenny obstinado deja el estudio, diciendo que había suficiente material para la víspera de Año Nuevo. 
Mientras tanto, Ramón se siente la presión de dos fuentes. Su padre Domingo (Shawn Elliot), que desprecia su graffiti, le pide que busque un trabajo honesto, mientras que su novia Carmen (Saundra Santiago), que también es la madre de su hijo, anhela estar juntos como familia. Ramón finalmente consigue un trabajo en una ferretería, y entonces Carmen y su bebé se van a vivir con él en la construcción de Henri. Pero Ramón no dejar de pensar en los trenes subterráneos que son su lienzo. Cuando pasa y ve un barda pintada de blanco, él promete poner su marca en él. Más tarde esa noche, Ramón y Kenny encuentran el tren y se proceden a pintar un lado del vagón. Cuando disponen a pintar en el otro lado, su labor se interrumpe cuando Ramón oye ruidos -este es "Spit", desfigurando la obra completa. Ramón y Kenny comienzan una persecución por el túnel atrás de Spit dentro de la estación, y se produce una pelea. Spit lanza pintura de spray en el ojo de Ramón, y ambos pelean hombre a hombre en el camino firme antes de caer en el Tercer riel electrificado, que los mata al instante.  
Mientras el grupo llora la muerte de su amigo, Kenny considera no hacer el espectáculo de fin de año en el Roxy. Pero con la ayuda de Tracy y pese a la renuencia inicial de Chollie, Kenny se da cuenta de que tiene su gran oportunidad en una celebración de la vida de Ramón. El espectáculo es el gran final de la película, comenzando con una actuación de rap de Kenny, mientras que las diapositivas de Ramón y su obra se muestra en el fondo. Kenny fue seguido por Grandmaster Melle Mel & The Furious Five, y un coro de gospel Bronx respaldado por los bailarines y los interruptores. 

## Reparto
- Rae Dawn Chong como Tracy Carlson.
- Guy Davis como Kenny Doble K Kirkland.
- Jon Chardiet como Ramón Ramo.
- Leon W. Grant como Chollie.
- Saundra Santiago como Carmen.
- Robert Taylor como Lee Kirkland.
- Mary Alice como Cora Kirkland.
- Shawn Elliot como Domingo.
- Jim Borelli como Monte.
- Dean Elliot como Henri.
- Franc Reyes como Luis.
- Tonya Pinkins como Angela.
- Lee Chamberlain como Alicia.
- Duane Jones como Robert.
- Afrika Bambaataa & the Soul Sonic Force como ellos mismos.
- Jazzy Jay como él mismo.
- Doug E. Fresh como él mismo.
- New York City Breakers como ellos mismos.
- Rock Steady Crew como ellos mismos.
- Clive DJ Kool Herc Campbell como él mismo.
- Treacherous Three como ellos mismos.
- Grandmaster Melle Mel & The Furious Five como ellos mismos.
- Kadeem Hardison como estudiante de instituto.[nota 1]

## Antecedentes
El proyecto comenzó cuando el periodista Steven Hager comenzó a escribir visitando el sur del Bronx un documental sobre break dance, el graffiti y la música hip hop en la década de 1980. Hager vendido su guion a Harry Belafonte. Algunos de los aspectos de la trama se basa en el documental sobre el graffiti en la ciudad de Nueva York llamado Style Wars. Los más notable es que el antagonista "Spit" apareció en Beat Street y su historia fue parte de la verdadera vida de artista de graffiti CAP MPC, que fue retratado en "Style Wars". Esta fue presentada fuera de competición en el Festival de Cannes 1984.

## Lugares de filmación
Beat Street fue filmada enteramente en Nueva York, en los barrios del Bronx, Manhattan, Brooklyn y Queens. Muchas escenas fueron filmadas en el sistema de metro de la ciudad, tanto a bordo de los trenes y en las estaciones, en particular, Hoyt-Schermerhorn Streets, la calle 57 de la Sexta Avenida, y Fresh Pond Road. Otras escenas fueron rodadas en el campus del City College de Nueva York, que incluye el concierto de lugar Aaron Davis Hall. Muchas de las secuencias de baile internos fueron filmadas en el club nocturno "Roxy", ubicado en la sección de Chelsea (Manhattan). 
La mayoría de los graffiti que se exhibió durante todo el filme no fue realizada por artistas de graffiti, en realidad fue retocada por los decoradores del set de producción. 

## Actuaciones musicales y banda sonora
Hay varias actuaciones en la película, sobre todo de la cadera a principios establecidos grupos de Grandmaster Melle Mel & The Furious Five, Doug E. Fresh, Afrika Bambaataa & the Soul Sonic Force, y los Treacherous Three. Uno de los miembros de los Treacherous Three, llamado "Kool Moe Dee" también apareció en la película. Se destaca como una de las pocas apariciones en los medios de comunicación que ha hecho nunca sin gafas de sol de marca (un estilo que él no había adoptado aún en ese momento). Además de estos actos, Guy Davis, quien interpretó a Kenny, también es un músico de Blues en la vida real. 
La película también incluye otras actuaciones musicales de artistas nuevos, como Tina B y la banda The System, los cuales aparecen en el soundtrack. Aunque no aparece en el álbum, también hubo presentaciones por el rapero Richard Lee Sisco y los cantantes Bernard Fowler y Brenda K. Starr. 
Contrariamente a la creencia popular (la leyenda de Internet), RZA de Wu-Tang Clan no estaba realmente en la película. Algunos rumores han flotado alrededor de la red indicando que él es el hombre en el sombrero negro que rima durante la escena de las audiciones en Roxy. Sin embargo, RZA de acuerdo al expediente no estaba en la película. De hecho, él habría tenido solo 15 años en el momento que fue filmado Beat Street. El actor en el sombrero negro parece ser considerablemente mayor de 15 años.
Al menos tres batallas de Breakdance entre el New York City Breakers y la Rock Steady Crew, grupo en el cual militaba Crazy Legs, el que posiblemente haya sido el mejor bailarín de Break del mundo (también podemos verlo en el reportaje Style Wars de Martha Cooper y Henrry Chalfman), también se incluyeron en la película. Además, la escena de la audición Roxy ofrece un par de chicos breakdance conocido como The Fantastic Duo (Dúo Fantástico).
Esta fue la primera película americana en presentar más de un álbum de banda sonora. Originalmente, Atlantic Records, publicó los álbumes de la banda sonora, y tenía planeado tres volúmenes, pero solo dos de ellos fueron puestos a la venta. El segundo volumen nunca fue lanzado en disco compacto. El vídeo incluye una versión alternativa del título de la canción interpretada por Kool Moe Dee, una versión que no apareció en la película o en los álbumes de la banda sonora original. 

### Volume 1 (Atlantic Records 80154)
1. Beat Street Breakdown - Grandmaster Melle Mel
2. Baptize the Beat - The System
3. Strangers in a Strange World - Jenny Burton & Patrick Jude
4. Frantic Situation - Afrika Bambaataa & the Soulsonic Force
5. Beat Street Strut - Juicy
6. Us Girls - Sha Rock, Lisa Lee, Debbie D
7. This Could be the Night - Cindy Mizelle
8. Breaker's Revenge - Arthur Baker
9. Tu Cariño/Carmen's Theme - Rubén Blades

### Volume 2 (Atlantic Records 80158)
1. Son of Beat Street - Jazzy Jay
2. Give Me All - Juicy
3. Nothin's Gonna Come Easy - Tina B
4. Santas' Rap - The Treacherous Three
5. It's All Right by Me - Jenny Burton
6. Battle Cry - Rocker's Revenge
7. Phony 4 MCs - Ralph Rolle
8. Into the Night - La La

## Impacto
- La película se menciona en el episodio 12 de The Boondocks, mientras que Robert "abuelo" Freeman analiza la obra maestra de graffiti de Riley.
- The Notorious B.I.G. en su canción "Suicidal Thoughts", dice: "Should I die on the train tracks like Ramo in Beat Street / People at my funeral frontin' like they miss me". "Debería morir en las vías del tren como Ramo en Beat Street / La gente en mi funeral haría fila como si me extrañaran".
- El Rapero Ras Kass en su canción "Won't Catch Me Runnin", dice: "When my voice hits the mike, I electrocute Spit like Beat Street" "Cuando mi voz golpea el micrófono, electrocuto a Spit como Beat Street".
- Algunas de las líneas de la película son mencionadas por la banda Lostprophets  en la canción "Five is a Four-Letter Word."
- El grupo australiano de Hip Hop 1200 Techniques hace un sample de las líneas de la película en la canción "Battlemaster."
- 50 Cent, de G-Unit hace referencias de Spit y Ramo en su tema "Hustlers Ambition".
- Algunas partes de la escena Beat Street Breakdown se puede descargar desde la página de intercambio de sitios de YouTube y MySpace.
- Beat Street tuvo un impacto que se hizo sentir a nivel internacional más allá de los Estados Unidos. En Alemania, por ejemplo, películas como Beat Street y Wild Style se atribuye la introducción del movimiento hip hop en el país. Puesto que las películas son tan fácilmente distribuidas sin importar las fronteras, parte de la importancia de esta película reside en su capacidad de influir tanto en Alemania Oriental y Occidental, que en el momento que seguían divididas.[2] Beat Street era de particular importancia en el Oriente de Alemania, donde se usó para ilustrar a los jóvenes de los males del capitalismo.[2]
- Debido a que la película se centraba tan fuertemente en los aspectos visuales del hip hop, como la ruptura y el graffiti, estos aspectos tuvieron la mayor influencia en la incipiente escena del hip hop alemán.[3]
- Fue precisamente estos aspectos visuales que ayudaron a la cultura hip hop en Alemania, y no simplemente un género de música. Beat Street apareció en la República Democrática en el momento casi el mismo que en Occidente. En Dresde al centro del país, Beat Street fue difundida fuera de los medios de comunicación amplia, lo que hace un centro perfecto para explorar este género de la música. La escena hip hop para todo el público se reunirá en las competiciones de breakdance, concursos emceeing y graffiti.[4]
- Puertorriqueños y Afroamericanos en el breakdance, mezclaron hip hop y sonidos de baile latino en el Freestyle rap, entre la gente involucrada en el graffiti de las ciudades estadounidense los jóvenes de otros países formaron su criterio de lo que sabían sobre la cultura hip hop. Las secuelas de Beat Street impulsado eventos tales como concursos de emceeing, break dancing, y el graffiti en toda Alemania y en países como España, México, Puerto Rico, Venezuela, Cuba, Argentina, Perú y muchos más.[4]

Luis Luna A.K.A B-Boy Luna de la Crew Family Break la nombra en el DOCUMENTAL DE HIP-HOP de su ciudad Venado Tuerto, Provincia de Santa Fe (Argentina) Producido por Acción Utópica en 2016